# الرقص البطيء في الظلام
«الرقص البطيء في الظلام» (منمنمة في كل مباراة دولية) هي أغنية اليابانية المغني وكاتب الاغاني جوجي. إنها الأغنية الثانية من ألبومه الأول القصص 1 . تمت كتابة الأغنية وإنتاجها بواسطة جوجي وباتريك ويمبرلي.
تم اختيار الأغنية كأفضل تسجيل لـ بي بي سي راديو 1 دي جي آني ماك في العالم في 18 سبتمبر 2018.
عمر الوتار رائع جدا
جدا

## أغنية مصورة
تم إصدار فيديو موسيقي للأغنية في نفس اليوم. من إخراج جاريد هوجان،  يظهر الفيديو ميلر في بدلة توكسيدو بيضاء وهو يدخن سيجارة ويتعثر في شوارع المدينة ليلاً في معاناة عاطفية. في وقت لاحق من الفيديو، تم الكشف عن أنه شبق مع سهم في ظهره. يسعل دمًا وهو يتنفس على حلبة رقص مضيئة. انهار في النهاية في بركة من الدماء. يتم استخدام الإطار النهائي في العمل الفني لغلاف الأغنية. تمت مقارنة الأسلوب المرئي للفيديو مع أسلوب المخرج ديفيد فينشر.

## ريمكس (نسخة معدلة)
تم إصدار ريمكس صوتي لأغنية «الرقص البطيء في الظلام» كأغنية فردية في 18 أكتوبر 2018. يتميز ميلر بالغناء على دعم البيانو المنفرد الذي عزفته المنتجة المشاركة كارول كوسوانتو.
تم إصدار ريمكسات الأغنية التي قام بها السيد ميتش ورفاهية عالية في 9 نوفمبر 2018.

## الاستخدام في وسائل الإعلام
أدى التأثير الصوتي للأغنية «دينغ» الذي يشبه الميكروويف والمميز في جوقة ما قبلها إلى ظهور تحدٍ لـ تيك توك يُعرف باسم «تحدي الميكروويف».

## شؤون الموظفين
| ؛ نسخة أصلية الاعتمادات مقتبسة من Tidal [الإنجليزية]. * جورج ميلر - تأليف الأغاني، الغناء، الترتيب * باتريك ويمبرلي - إنتاج، تسجيل، خلط، ترتيب * فرانسيسكو «فرانكي» راميريز - تسجيل * كريس أثينا - إتقان | ؛ ريمكس صوتي الاعتمادات مقتبسة من Tidal. * جورج ميلر - إنتاج وكتابة اغاني وترتيب * باتريك ويمبرلي - إنتاج وترتيب * كارول كوسوانتو - إنتاج * فرانسيسكو «فرانكي» راميريز - إتقان ومزج وتسجيل |

## الرسوم البيانية
| - | مخطط (2018-2019) | موضع الذروة | - | كندا (كاناديان هوت 100) | 52 | - | New Zealand Hot Singles (RMNZ) | 4 | - | الولايات المتحدة بيلبورد هوت 100 | 69 | - | US Hot R & B / Hip-Hop Songs ( بيلبورد ) | 39 |

| Chart (2019)                 | Position |
| ---------------------------- | -------- |
| US Hot R&B Songs (Billboard) | 5        |

## الشهادات
| المنطقة                                                          | شهادة         | الوحدات المصدقة/مبيعات                                         |
| ---------------------------------------------------------------- | ------------- | -------------------------------------------------------------- |
| [ 16 ]                                                           | {{{الجائزة}}} | خطأ في التعبير: معامل مفقود للعامل *.قالب:إدخال جدول شهادة/قدم |
| [ 17 ]                                                           | {{{الجائزة}}} | خطأ في التعبير: معامل مفقود للعامل *.قالب:إدخال جدول شهادة/قدم |
| *المبيعات بناء على الشهادة وحدها ^الشحنات بناء على الشهادة وحدها |               |                                                                |